# Metacriodion capixaba
Metacriodion capixaba là một loài bọ cánh cứng trong họ Cerambycidae.